# Atletismo nos Jogos Olímpicos de Verão de 2012 - 400 m feminino
A competição dos 400 metros rasos feminino nos Jogos Olímpicos de Verão de 2012 aconteceu entre os dias 3 e 5 de agosto no Estádio Olímpico de Londres.
Sanya Richards-Ross, dos Estados Unidos, superou na final a campeã dos Jogos de 2008, a britânica Christine Ohuruogu, e conquistou a medalha de ouro com o tempo de 49s55.

## Calendário
Horário local (UTC+1).
| Data        | Horário | Fase            |
| ----------- | ------- | --------------- |
| 3 de agosto | 12:00   | Primeira rodada |
| 4 de agosto | 20:05   | Semifinais      |
| 5 de agosto | 21:10   | Final           |

## Medalhistas
| Ouro   | USA Sanya Richards-Ross |
| Prata  | GBR Christine Ohuruogu  |
| Bronze | USA DeeDee Trotter      |

## Recordes
Antes desta competição, os recordes mundiais e olímpicos da prova eram os seguintes:
| Tipo | Atleta           | Tempo   | Local    | Data                 |
| ---- | ---------------- | ------- | -------- | -------------------- |
|      | Marita Koch      | 47,60 s | Canberra | 6 de outubro de 1985 |
|      | Marie-José Pérec | 48,25 s | Atlanta  | 29 de julho de 1996  |

## Primeira fase

### Bateria 1
| Pos. | Nome                  | CON                | Tempo   | Notas |
| ---- | --------------------- | ------------------ | ------- | ----- |
| 1    | Francena McCorory     | USA Estados Unidos | 50.78   | Q     |
| 2    | Christine Ohuruogu    | GBR Grã-Bretanha   | 50.80   | Q     |
| 3    | Joy Nakhumicha Sakari | KEN Quênia         | 51.85   | Q,    |
| 4    | Joanne Cuddihy        | IRL Irlanda        | 52.09   | q     |
| 5    | Geisa Coutinho        | BRA Brasil         | 53.43   |       |
| 6    | Marina Maslenko       | KAZ Cazaquistão    | 53.66   |       |
| 7    | Zamzam Mohamed Farah  | SOM Somália        | 1:20.48 |       |

### Bateria 2
| Pos. | Nome                   | CON                   | Tempo | Notas |
| ---- | ---------------------- | --------------------- | ----- | ----- |
| 1    | Amantle Montsho        | BOT Botsuana          | 50.40 | Q     |
| 2    | Christine Day          | JAM Jamaica           | 51.05 | Q     |
| 3    | Shana Cox              | GBR Grã-Bretanha      | 52.01 | Q     |
| 4    | Aliann Pompey          | GUY Guiana            | 52.10 | q, =  |
| 5    | Afia Charles           | ANT Antígua e Barbuda | 54.25 |       |
| 6    | Ingrid Yahoska Narvaez | NCA Nicarágua         | 59.55 | =     |
| —    | Shaunae Miller         | BAH Bahamas           | —     | DNF   |

### Bateria 3
| Pos. | Nome             | CON                      | Tempo   | Notas |
| ---- | ---------------- | ------------------------ | ------- | ----- |
| 1    | DeeDee Trotter   | USA Estados Unidos       | 50.87   | Q     |
| 2    | Rosemarie Whyte  | JAM Jamaica              | 50.90   | Q     |
| 3    | Jenna Martin     | CAN Canadá               | 51.98   | Q     |
| 4    | Omolara Omotosho | NGR Nigéria              | 52.11   | q     |
| 5    | Raysa Sánchez    | DOM República Dominicana | 52.47   |       |
| 6    | Aauri Bokesa     | ESP Espanha              | 53.67   |       |
| 7    | Zourah Ali       | DJI Djibuti              | 1:05.37 |       |

### Bateria 4
| Pos. | Nome                | CON                        | Tempo   | Notas |
| ---- | ------------------- | -------------------------- | ------- | ----- |
| 1    | Sanya Richards-Ross | USA Estados Unidos         | 51.78   | Q     |
| 2    | Carol Rodríguez     | PUR Porto Rico             | 52.19   | Q     |
| 3    | Tjipekapora Herunga | NAM Namíbia                | 52.31   | Q     |
| 4    | Pınar Saka          | TUR Turquia                | 52.38   |       |
| 5    | Sviatlana Usovich   | BLR Bielorrússia           | 52.40   |       |
| 6    | Phumlile Ndzinisa   | SWZ Suazilândia            | 53.95   |       |
| 7    | Hristina Risteska   | MKD República da Macedônia | 1:00.86 |       |

### Bateria 5
| Pos. | Nome                 | CON              | Tempo | Notas            |
| ---- | -------------------- | ---------------- | ----- | ---------------- |
| 1    | Antonina Krivoshapka | RUS Rússia       | 50.75 | Q                |
| 2    | Alina Lohvynenko     | UKR Ucrânia      | 52.08 | Q                |
| 3    | Lee McConnell        | GBR Grã-Bretanha | 52.23 | Q                |
| 4    | Moa Hjelmer          | SWE Suécia       | 52.86 |                  |
| 5    | Ambwene Simukonda    | MAW Malawi       | 54.20 | Recorde nacional |
| 6    | Danielle Alakija     | FIJ Fiji         | 56.77 |                  |
| —    | Kanika Beckles       | GRN Granada      | —     | DNS              |

### Bateria 6
| Pos. | Nome                   | CON                          | Tempo | Notas            |
| ---- | ---------------------- | ---------------------------- | ----- | ---------------- |
| 1    | Novlene Williams-Mills | JAM Jamaica                  | 50.88 | Q                |
| 2    | Nataliya Pyhyda        | UKR Ucrânia                  | 51.09 | Q,               |
| 3    | Libania Grenot         | ITA Itália                   | 52.13 | Q                |
| 4    | Joelma Sousa           | BRA Brasil                   | 52.69 |                  |
| 5    | Bianca Răzor           | ROU Romênia                  | 52.83 |                  |
| 6    | Maziah Mahusin         | BRU Brunei                   | 59.28 | Recorde nacional |
| —    | Kineke Alexander       | VIN São Vicente e Granadinas | —     | DNF              |

### Bateria 7
| Pos. | Nome             | CON              | Tempo | Notas |
| ---- | ---------------- | ---------------- | ----- | ----- |
| 1    | Regina George    | NGR Nigéria      | 51.24 | Q     |
| 2    | Yuliya Gushchina | RUS Rússia       | 51.54 | Q     |
| 3    | Marlena Wesh     | HAI Haiti        | 51.98 | Q     |
| 4    | Amy Mbacke Thiam | SEN Senegal      | 53.23 |       |
| 5    | Olesea Cojuhari  | MDA Moldávia     | 53.64 |       |
| 6    | Graciela Martins | GBS Guiné-Bissau | 58.30 |       |
| —    | Jennifer Padilla | COL Colômbia     | —     | DSQ   |

## Semifinais

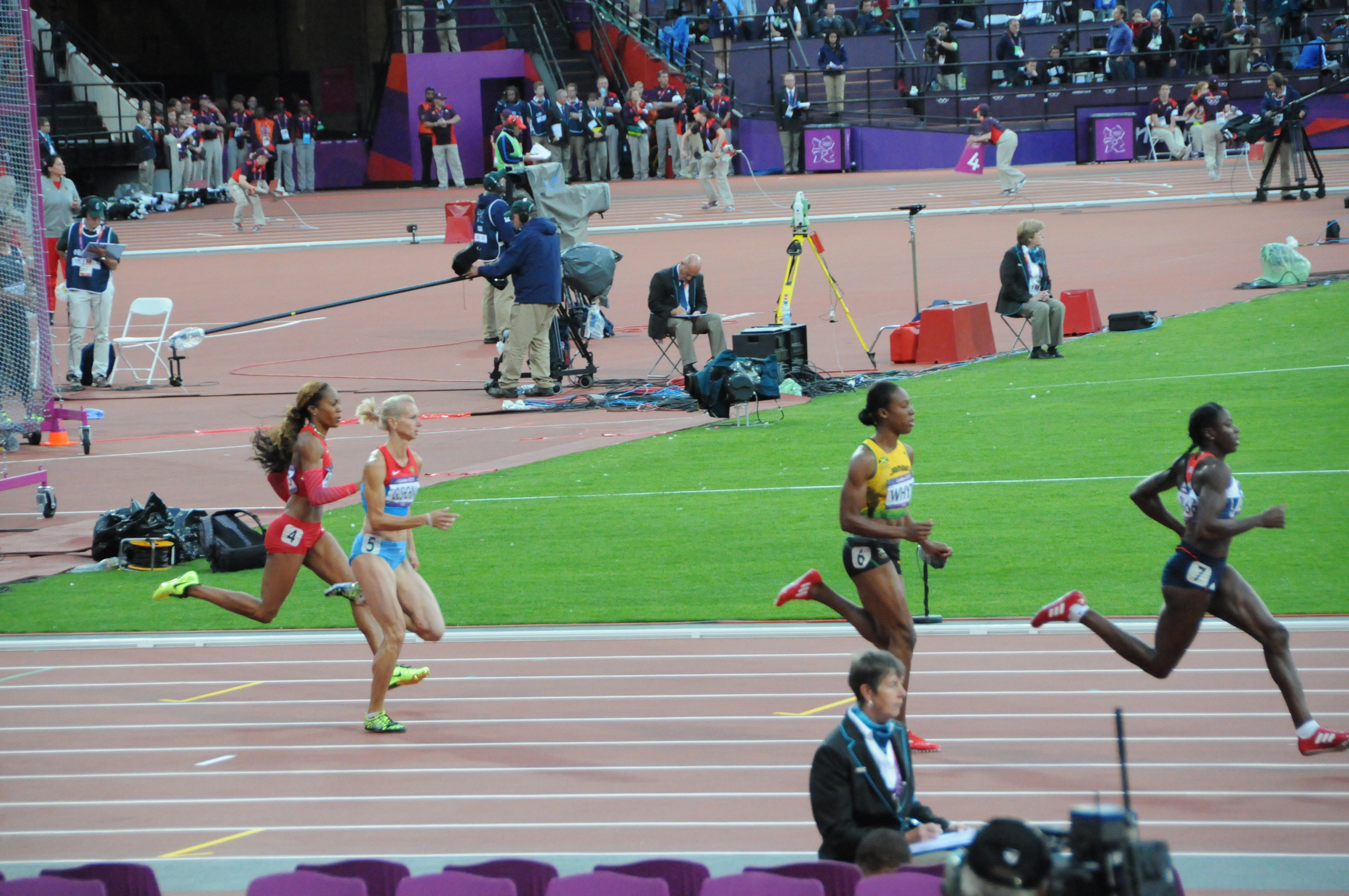
Primeira bateria semifinal dos 400 metros.

### Bateria 1
| Pos. | Nome                  | CON                | Tempo | Notas |
| ---- | --------------------- | ------------------ | ----- | ----- |
| 1    | Sanya Richards-Ross   | USA Estados Unidos | 50.07 | Q     |
| 2    | Christine Ohuruogu    | GBR Grã-Bretanha   | 50.22 | Q,    |
| 3    | Rosemarie Whyte       | JAM Jamaica        | 50.98 | q     |
| 4    | Joanne Cuddihy        | IRL Irlanda        | 51.88 |       |
| 5    | Tjipekapora Herunga   | NAM Namíbia        | 52.53 |       |
| 6    | Jenna Martin          | CAN Canadá         | 52.83 |       |
| 7    | Joy Nakhumicha Sakari | KEN Quênia         | 52.95 |       |
| —    | Yuliya Gushchina      | RUS Rússia         | 51.66 | DSQ   |

### Bateria 2
| Pos. | Nome              | CON                | Tempo | Notas |
| ---- | ----------------- | ------------------ | ----- | ----- |
| 1    | Amantle Montsho   | BOT Botsuana       | 50.15 | Q     |
| 2    | Francena McCorory | USA Estados Unidos | 50.19 | Q     |
| 3    | Libania Grenot    | ITA Itália         | 51.18 |       |
| 4    | Christine Day     | JAM Jamaica        | 51.19 |       |
| 5    | Regina George     | NGR Nigéria        | 51.35 |       |
| 6    | Alina Lohvynenko  | UKR Ucrânia        | 51.38 |       |
| 7    | Aliann Pompey     | GUY Guiana         | 52.58 |       |
| 8    | Shana Cox         | GBR Grã-Bretanha   | 52.58 |       |

### Bateria 3
| Pos. | Nome                   | CON                | Tempo | Notas |
| ---- | ---------------------- | ------------------ | ----- | ----- |
| 1    | Antonina Krivoshapka   | RUS Rússia         | 49.81 | Q     |
| 2    | DeeDee Trotter         | USA Estados Unidos | 49.87 | Q,    |
| 3    | Novlene Williams-Mills | JAM Jamaica        | 49.91 | q     |
| 4    | Omolara Omotosho       | NGR Nigéria        | 51.41 |       |
| 5    | Nataliya Pyhyda        | UKR Ucrânia        | 51.41 |       |
| 6    | Carol Rodríguez        | PUR Porto Rico     | 52.08 |       |
| 7    | Lee McConnell          | GBR Grã-Bretanha   | 52.24 |       |
| 8    | Marlena Wesh           | HAI Haiti          | 52.49 |       |

## Final
| Pos.              | Raia | Nome                   | CON                | Reação | Tempo | Notas                |
| ----------------- | ---- | ---------------------- | ------------------ | ------ | ----- | -------------------- |
| Medalha de ouro   | 6    | Sanya Richards-Ross    | USA Estados Unidos | 0.189  | 49.55 |                      |
| Medalha de prata  | 8    | Christine Ohuruogu     | GBR Grã-Bretanha   | 0.174  | 49.70 | Recorde da temporada |
| Medalha de bronze | 4    | DeeDee Trotter         | USA Estados Unidos | 0.167  | 49.72 | Recorde da temporada |
| 4                 | 7    | Amantle Montsho        | BOT Botsuana       | 0.198  | 49.75 |                      |
| 5                 | 2    | Novlene Williams-Mills | JAM Jamaica        | 0.258  | 50.11 |                      |
| 6                 | 9    | Francena McCorory      | USA Estados Unidos | 0.196  | 50.33 |                      |
| 7                 | 3    | Rosemarie Whyte        | JAM Jamaica        | 0.184  | 50.79 |                      |
| —                 | 5    | Antonina Krivoshapka   | RUS Rússia         | 0.175  | 50.17 | DSQ                  |

Legenda
| Recorde mundial      | Recorde mundial (World record)               |                       | Recorde africano                      | Recorde africano (African) |                                           | Q | Classificado por posição (Qualified) |
| Recorde olímpico     | Recorde olímpico (Olympic record)            | Recorde da América    | Recorde da América (Americas)         | q                          | Classificado por melhor tempo (Qualified) |   |                                      |
| Melhor marca do ano  | Melhor marca do ano (World leading)          | Recorde asiático      | Recorde asiático (Asian)              | DNS                        | Não largou (Did not start)                |   |                                      |
| Recorde nacional     | Recorde nacional (National record)           | Recorde europeu       | Recorde europeu (European)            | DNF                        | Não terminou (Did not finish)             |   |                                      |
| Recorde pessoal      | Recorde pessoal do atleta (Personal best)    | Recorde da Oceania    | Recorde da Oceania (Oceania)          | DSQ / DQ                   | Desclassificado (Disqualified)            |   |                                      |
| Recorde da temporada | Recorde da temporada do atleta (Season best) | Recorde sul-americano | Recorde sul-americano (South America) | NM                         | Sem marca (No mark)                       |   |                                      |